# لويس جوستافو
لويس جوستافو (بالبرتغالية: Luiz Gustavo Tavares Conde‏) (12 فبراير 1994 في البرازيل - ) هو لاعب كرة قدم برازيلي في مركز الدفاع. لعب مع نادي بالميراس ونادي فيتوريا.

## روابط خارجية
- لويس جوستافو على موقع قاعدة بيانات كرة القدم.إي يو (الإنجليزية)
- لويس جوستافو على موقع Soccerway.com (الإنجليزية)
- لويس جوستافو على موقع عالم كرة القدم.نت (الإنجليزية)